# Félix-Roland Moumié
Félix-Roland Moumié (1 de noviembre de 1925 – 3 de noviembre de 1960) fue un dirigente camerunés anticolonialista, asesinado en Ginebra el 3 de noviembre de 1960 por un agente del SDECE (servicio secreto francés) con talio, tras la independencia oficial de Francia. Fue el sucesor de Ruben Um Nyobé, quien fue asesinado en septiembre de 1958 como dirigente de la Unión de las Pueblos de Camerún (UPC).

## Biografía
Félix Moumié nació en 1925 en el hospital protestante de Njissé en Foumban. Empezó sus estudios primarios en la escuela Bandjo, continuó en la escuela protestante en Njissé, y más tarde en la escuela pública en Bafoussam (CMI), y los completa en la escuela regional de Dschang (CMII).
Estaba sensibilizado a ideas anticolonialistas y comunistas durante su periodo académico, con Gabriel d'Arboussier (el futuro Secretario General Rally Democrático africano) y el historiador Jean Suret-Canale
En abril de 1958, atendió la "Conferencia de Estados africanos Independientes" organizada por el presidente ghanés Kwame Nkrumah. Él entabló amistad con Frantz Fanon, quién representó la FLN argelina. Acompañado por Osendé Afana, viajó a Congo en 1960 para conocer al presidente Patrice Lumumba, quien había mostrado simpatía por la causa upecista, pero fue derrocado por las tropas del Coronel Mobutu, quién les condujo fuera del país.
Sabiendose bajo constante vigilancia por los servicios de inteligencia franceses, se aseguró de nunca sobrevolar territorio francés y evitó tanto como le fue posible el espacio aéreo de los países integrados a la Comunidad francesa. Temía que su avión fuera interceptado como les sucedió a Ahmed Ben Bella y a los dirigentes de FLN en 1956. Vivió principalmente entre Ghana y Guinea donde buscó obtener apoyo para el UPC.